# Résolution de Khartoum
La résolution de Khartoum du 1er septembre 1967 est une charte de solidarité affirmée entre les dirigeants de neuf pays arabes en conclusion d'une réunion à la suite de la guerre des Six Jours. Les pays signataires étaient: l'Égypte, la Syrie, la Jordanie, le Liban, l'Irak, le Maroc, l'Algérie, le Koweit, et le Soudan.
La résolution, qui constitua la base de la politique de ces gouvernements jusqu'à la guerre de Kippour de 1973, a appelé à :
- une lutte permanente contre Israël pour regagner les territoires perdus pendant la guerre,
- l'utilisation du pétrole arabe et de son extraction comme d'une arme diplomatique,
- une solidarité arabe et la fin de la guerre du Yémen,
- une collaboration militaire entre pays arabes pour se préparer « à toute éventualité »,
- la défense des droits du peuple palestinien,
- une aide économique pour l'Égypte et la Jordanie.

La résolution contient notamment dans son paragraphe 3, ce qui est connu comme les « trois non » des relations israélo-arabes de l'époque :
1. pas de paix avec Israël,
2. pas de reconnaissance d'Israël,
3. pas de négociation avec Israël.

## Dans la fiction
La résolution de Khartoum est à l'origine du scénario du roman SAS à l'ouest de Jérusalem (1968), écrit par Gérard de Villiers.